# Paradise in Distress
Paradise in Distress is een muziekalbum van Golden Earring uit februari 1999.
Het duurde vierenhalf jaar voordat Golden Earring met dit album een nieuw studioalbum uitbracht met eigen werk erop. Het album bevat veertien nummers, het grootste aantal sinds On the Double uit 1969 (19 stuks). Vanwege een aantal terugkerende thema's (maar geen uitgewerkt concept) kreeg Paradise in Distress in de media het label "rockopera in wording" opgeplakt. Centraal staan de donkere kanten van het bestaan, gesymboliseerd door Satan, met teksten als Devil just bought a brand new penthouse in heaven, Apocalyps en Evil Love Chain. The Fighter en Gambler's Blues gaan op verschillende manieren over het verval en de hellevaart.
Muzikaal is Paradise in Distress een opvallend progressieve plaat. Voorzichtig wordt er met dansritmes geëxperimenteerd in Apocalyps, Darling en Déjà Voodoo.
Het album werd beloond met een gouden plaat.
De singles zijn Paradise in Distress en Whisper in a Crowd (een broertje van de hit uit 1994 Hold Me Now).

## Nummers
1. Paradise in Distress (5.42)
2. Apocalypse (4.53)
3. Evil Love-Chain (4.16*)
4. Darling (5.27)
5. Take My Hand, Close My Eyes (4.40)
6. The Fighter (7.24)
7. One Night Without You (4.32)
8. Whisper in a Crowd (3.37)
9. Déjà Voodoo (5.49*)
10. Bad News to Fall in Love (5.08*)
11. 42nd Street (3.00*)
12. Fluid Conduction (4.10)
13. Desperately Trying to Be Different (4.00*)
14. Gambler's Blues (4.35*)

Alle nummers zijn van George Kooymans/Barry Hay, de nummers aangemerkt met * van Kooymans/Hay/E.H. Roelfzema

## Hitnotering
| Paradise in Distress in de Nederlandse Album Top 100 binnen: 3 april 1999 | Paradise in Distress in de Nederlandse Album Top 100 binnen: 3 april 1999 | Paradise in Distress in de Nederlandse Album Top 100 binnen: 3 april 1999 | Paradise in Distress in de Nederlandse Album Top 100 binnen: 3 april 1999 | Paradise in Distress in de Nederlandse Album Top 100 binnen: 3 april 1999 | Paradise in Distress in de Nederlandse Album Top 100 binnen: 3 april 1999 | Paradise in Distress in de Nederlandse Album Top 100 binnen: 3 april 1999 | Paradise in Distress in de Nederlandse Album Top 100 binnen: 3 april 1999 | Paradise in Distress in de Nederlandse Album Top 100 binnen: 3 april 1999 | Paradise in Distress in de Nederlandse Album Top 100 binnen: 3 april 1999 | Paradise in Distress in de Nederlandse Album Top 100 binnen: 3 april 1999 | Paradise in Distress in de Nederlandse Album Top 100 binnen: 3 april 1999 | Paradise in Distress in de Nederlandse Album Top 100 binnen: 3 april 1999 | Paradise in Distress in de Nederlandse Album Top 100 binnen: 3 april 1999 | Paradise in Distress in de Nederlandse Album Top 100 binnen: 3 april 1999 | Paradise in Distress in de Nederlandse Album Top 100 binnen: 3 april 1999 |
| Week:                                                                     | 1                                                                         | 2                                                                         | 3                                                                         | 4                                                                         | 5                                                                         | 6                                                                         | 7                                                                         | 8                                                                         | 9                                                                         | 10                                                                        | 11                                                                        | 12                                                                        | 13                                                                        | 14                                                                        |                                                                           |
| ------------------------------------------------------------------------- | ------------------------------------------------------------------------- | ------------------------------------------------------------------------- | ------------------------------------------------------------------------- | ------------------------------------------------------------------------- | ------------------------------------------------------------------------- | ------------------------------------------------------------------------- | ------------------------------------------------------------------------- | ------------------------------------------------------------------------- | ------------------------------------------------------------------------- | ------------------------------------------------------------------------- | ------------------------------------------------------------------------- | ------------------------------------------------------------------------- | ------------------------------------------------------------------------- | ------------------------------------------------------------------------- | ------------------------------------------------------------------------- |
| Positie:                                                                  | 8                                                                         | 5                                                                         | 8                                                                         | 11                                                                        | 14                                                                        | 17                                                                        | 30                                                                        | 39                                                                        | 55                                                                        | 68                                                                        | 73                                                                        | 70                                                                        | 64                                                                        | 74                                                                        | uit                                                                       |

Discografie